# Polychrosis meliscia
Polychrosis meliscia är en fjärilsart som beskrevs av Edward Meyrick 1910b. Polychrosis meliscia ingår i släktet Polychrosis och familjen vecklare. Inga underarter finns listade i Catalogue of Life.